# 采石站
采石站是位于安徽省马鞍山市雨山区采石街道唐贤街的一个铁路车站，邮政编码243041。车站建于1936年，有宁铜铁路经过该站，现不办理客货运业务。车站设有1条正线和2条到发线，站场及其上下行区间均未电气化。车站距离中华门站91公里，隶属中国铁路上海局集团有限公司，是四等站。
宁芜铁路扩能改造工程实施后，本站将被撤销。

## 事件
1936年1月7日，一列南京开往芜湖的货运列车在采石车站附近出轨，倾覆货车车厢两节，导致当时京芜铁路交通一度中断。